# Гонсалу Велью Кабрал
Гонсáлу Вéлью Кабрáл (порт. Gonçalo Velho Cabral) — португальський мореплавець, якому приписують відкриття, або, принаймні "перевідкриття" низки островів Азорського архипелагу. Перший капітан-донатаріо (капітан-майор) островів Санта-Марія і Сан-Мігел.

## Біографія
Син Фернана Велью, алькальда Веледи, і Марії Алваріш Кабрал.
Командор Ордену Христа, капітан на службі португальського інфанта Енріке Мореплавця.
За дорученням інфанта у 1432 році вирушив у подорож з метою встановити точне розташування островів Санта-Марія та Сан-Мігел, відкритих Діогу де Сілвішем. Блискуче виконав завдання, ставши «другим» відкривачем Азорських островів. На зворотному шляху відкрив скелі Формігаш.
Під час подорожі 1444–1446 відкрив ще шість островів Азорського архіпелагу.
За свої досягненнях отримав у володіння землі на Азорах.

## Дивись також
- Енріке Морплавець
- Португальські географічні відкриття
- Португальська імперія
- Азорські острови